# Lake Quinault
Lake Quinault ist ein See auf der Olympic-Halbinsel im Westen des Bundesstaates Washington.
Er liegt im glazial entstandenen Tal des Quinault Rivers am südlichen Rand des Olympic-Nationalparks im Nordwesten der Vereinigten Staaten.
Lake Quinault gehört der Quinault Indian Nation und ist über den U.S. Highway 101 erreichbar.
Touristische Aktivitäten sind der Fischfang sowie das Wandern. Eine mehr als 45 km lange Straße führt um den See und ermöglicht die Aussicht auf den See. Am südlichen Ende existiert ein System von Wanderwegen, die durch den National Forest Service unterhalten werden und für Tagesausflügler geeignet sind.
Auf der Südseite des Sees befindet sich die historische Lake Quinault Lodge, die zum Olympic National Forest gehört. An der Nordseite liegen hauptsächlich private Wohnhäuser und kleinere Tourismusbetriebe.

## Siedlungen
- Amanda Park
- Quinault